# Пікельнер Соломон Борисович
Соломо́н Бори́сович Пі́кельнер (6 лютого 1921, Баку, Азербайджан — 19 листопада 1975, Москва) — радянський астрофізик, спеціаліст з фізики міжзоряного середовища, газопилових туманностей, фізики Сонця, зореутворення. Співробітник Кримської астрофізичної обсерваторії (1946—1959), професор Московського державного університету (1959—1975). Доктор фізико-математичних наук (1954), професор (1959), член Лондонського королівського астрономічного товариства (1971).

## Біографія
Народився 6 лютого 1921 року в Баку в Азербайджанській РСР.
1942 року закінчив Московський державний університет, де навчався на астрономічному відділенні. Коли під час Німецько-радянської війни механіко-математичний факультет Московського університету евакуювали в Ашгабат, Пікельнер був єдиним студентом астрофізика Йосипа Шкловського. 1945 року Пікельнер захистив дисертацію кандидата наук, в якій вперше довів, що тиск електромагнітного випромінювання в лініях найпоширеніших хімічних елементів може спричиняти зоряний вітер від гарячих зір. У 1945—1946 роках працював у Москві в Астрофізичній комісії АН СРСР.
У 1946—1959 працював у Кримській астрофізичній обсерваторії в Симеїзі. У цей час спільно з Григорієм Шайном і Вірою Газе за результатами фотометрії негативів газово-пилових туманностей різних типів він довів, що випромінювання емісійних туманностей у неперервному спектрі зумовлене двохквантовими переходами в атомах водню, що у відбивних туманностях наявний газ, в емісійних туманностях — пил, а відмінності між цими двома типами туманностей обумовлені насамперед температурою навколишніх зір. 1951 року на основі фотографій, зроблених під час затемнення, він показав зміну з часом розташування структур у сонячній короні, що було одним із ранніх свідчень існування сонячного вітру. 1954 року захистив докторську дисертацію, присвячену дослідженню міжзоряного газу. 1955 року брав участь у з'їзді Міжнародного астрономічного союзу в Дубліні, а 1958 року — у з'їзду Міжнародного астрономічного союзу в Москві.
У 1959—1975 роках був професором кафедри астрофізики Московського державного університету. У цей час він провів ряд важливих теоретичних досліджень міжзоряного середовища та сонячної атмосфери й написав про це декілька монографій. У 1964—1967 роках Пікельнер був президентом комісії N 34 Міжнародного астрономічного союзу «Міжзоряна речовина і планетарні туманності». 1968 року брав участь у Симпозіумі № 39 Міжнародного астрономічного союзу з космічної газодинаміки, який проходив у Криму. 15 років працював відповідальним секретарем «Астрономічного журналу».
Помер у Москві 19 листопада 1975 року. Дві монографії Пікельнера були видані посмертно, у співавторстві з С. А. Капланом і В. Н. Цитовичем.

## Наукові результати

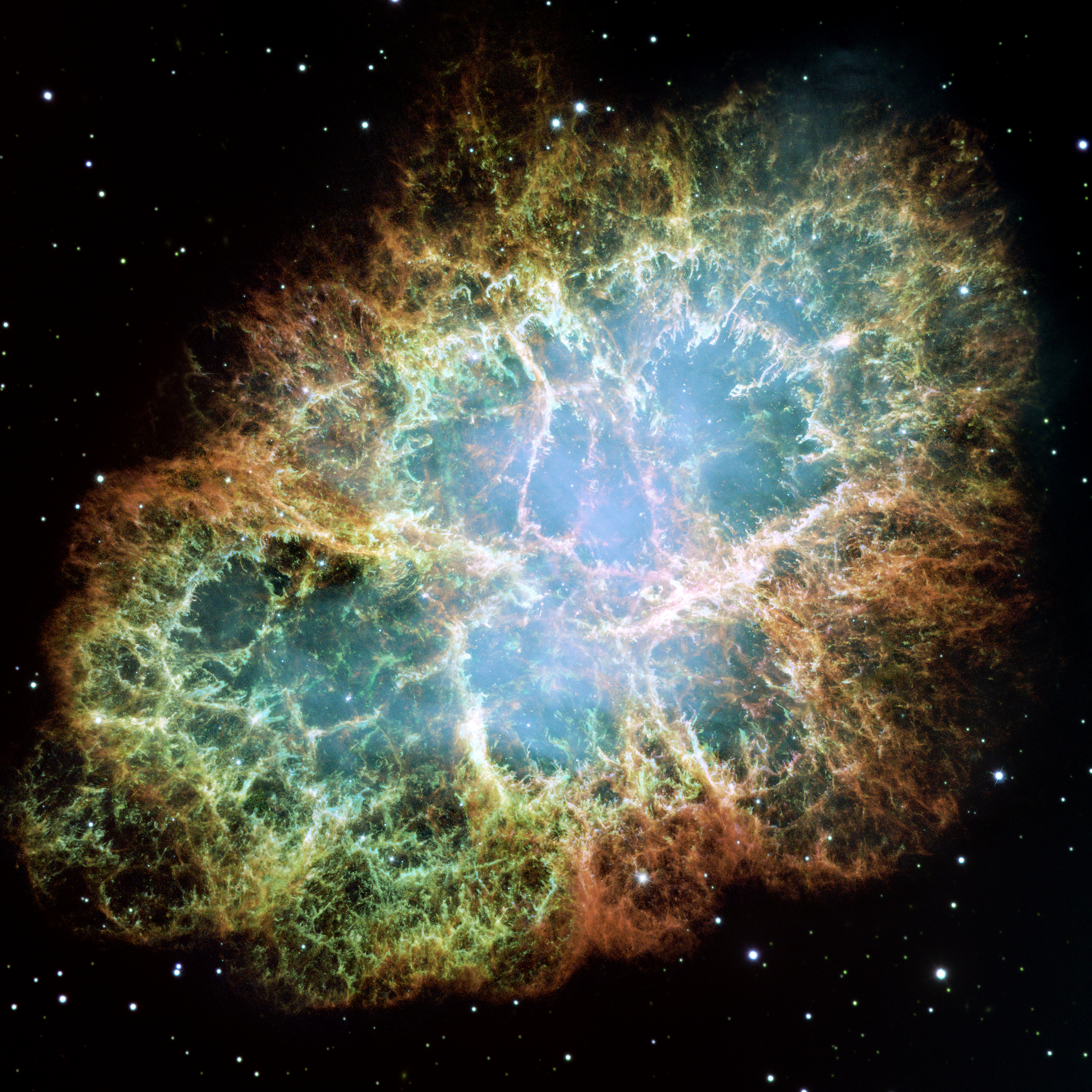
Крабоподібна туманність, волокна якої досліджував Пікельнер

Головні наукові роботи Пікельнера стосуються фізики міжзоряного середовища, газових туманностей, фізики Сонця, зореутворення.
У фізиці міжзоряного середовища розробив теорію ударних хвиль, застосовну до космічної плазми. Довів, що міжзоряному середовищу притаманний двофазний стан (щільна холодна й розріджена гаряча фази), пояснивши таким чином утворення хмар у міжзоряному газі. Запропонував концепцію про те, що космічні промені через вплив галактичних магнітних полів не можуть покинути Галактику й заповнюють гало навколо неї. Досліджував процеси нагріву та іонізації міжзоряного газу.
Теоретично дослідив складну волокнисту структуру залишків наднових. Створив кількісну теорію світіння волокон у залишках наднових, взявши за основу ідею про перетин фронтів ударних хвиль. Теоретично пояснив прискорення волокон Крабоподібної туманності тиском магнітного поля і релятивістських частинок. Запропонував спосіб оцінювання енергій часток та величин магнітних полів у залишках наднових, які є активними радіоджерелами.
У фізиці Сонця досліджував магнітогідродинамічні моделі активних утворень в атмосфері Сонця, структуру хромосфери, природу спікул, протуберанців, механізм радіовипромінювання Сонця. Його дослідження плазмової турбулентності в токовому шарі сонячних спалахів сприяло розумінню механізму прискорення частинок у сонячних спалахах. Дослідив нагрів хромосфери в результаті поширення ансамблю магнітогідродинамічних хвиль.
Дослідив утворення масивних газових комплексів біля галактичної площини, врахувавши вплив магнітного поля на рух міжзоряного газу. Довів можливість гравітаційної нестійкості газу в цих комплексах і подальшого зореутворення. Вивчав зореутворення внаслідок стисненням газу під час проходження газу через спіральні рукави галактики.
Написав 5 монографій про міжзоряне середовище, космічну електродинаміку та сонячну плазму.

## Сім'я
Дочки:

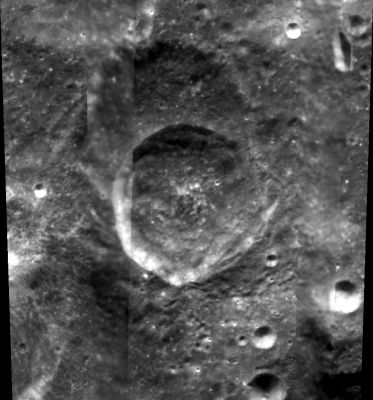
Кратер Пікельнер (кратер) на Місяці

- Зоя Копєйкіна, одружена з астрофізиком Сергієм Копєйкіним[ru]
- Віра Бичкова, одружена з астрофізиком Костянтином Бичковим

## Відзнаки
- Член Лондонського королівського астрономічного товариства (1971)[2]

## Пам'ять
- На честь астронома названо малу планету 1975 Пікельнер і кратер Пікельнер[en] на зворотному боці Місяця[2].

## Публікації
Написав монографії:
- «Физика межзвёздной среды» (1959)

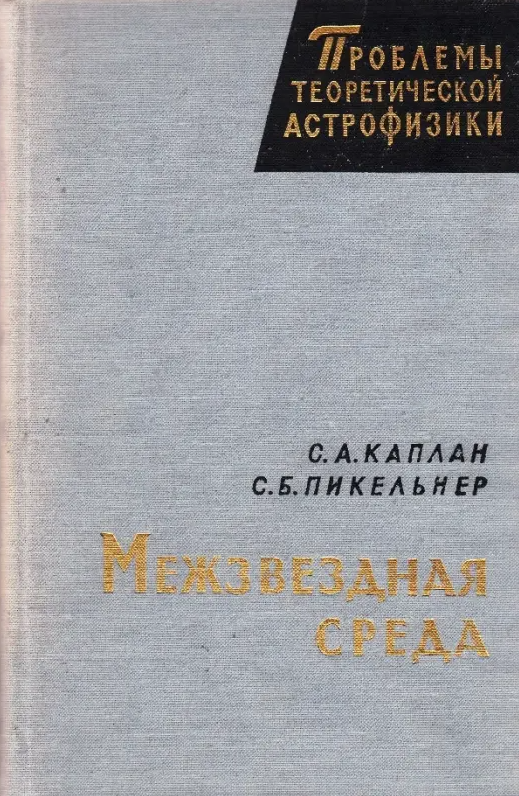
Обкладинка книги «Межзвёздная среда» (1963)

- «Межзвёздная среда», М.: Физматгиз, 1963, 531 с (у співавторстві з С. А. Капланом)
- «Основы космической электродинамики», М.: Наука, 1966, 407 с.
- «Физика плазмы солнечной атмосферы». М.: Наука,1977, 254 с (видана посмертно, у співавторстві з С. А. Капланом і В. Н. Цитовичем, 1977)
- Каплан С. А., Пикельнер С. Б. Физика межзвездной среды. — М. : Наука, 1979. — 591 с. (видана посмертно, у співавторстві з С. А. Капланом, 1979)